# 15 Малого Льва
15 Малого Льва, (латинизированный вариант лат. 15 Leonis Minoris , сокращ. 15 LMi, является обозначением Флемстида) — одиночная звезда в северном созвездии Большой Медведицы (хотя суда по названию она должна лежать в созвездии Малого Льва, однако, границы созвездий, со времён обозначения их Флемстидом (1725 год), несколько раз пересматривались). 15 Малого Льва имеет видимую звёздную величину +5,12m, и, согласно шкале Бортля, видна невооружённым глазом на засвеченном пригородном небе (англ. Bright suburban sky).
Из измерений параллакса, полученных во время миссии Hipparcos, известно, что звезда удалена примерно на 59,9 св. лет (18,37 пк) от Земли. Звезда наблюдается севернее 44° ю. ш., то есть севернее о. Южного (Новая Зеландия), севернее области Айсен-дель-Хенераль-Карлос-Ибаньес-дель-Кампо, Чили, севернее провинции Чубут, Аргентина, то есть видна практически на всей территории обитаемой Земли, за исключением приполярных областей Антарктиды и южных регионов Южной Америки. Лучшее время для наблюдения — февраль.
15 Малого Льва движется не очень быстро относительно Солнца: её радиальная гелиоцентрическая скорость практически равна 5 км/с, что на 50 % меньше скорости местных звёзд Галактического диска, а также это значит, что звезда удаляется от Солнца. По небосводу звезда движется на юго-запад. Средняя пространственная скорость 15 Малого Льва имеет компоненты (U, V, W)=(12.1, −5.66, 17.2), что означает U=12,1 км/с (движется по направлению к галактическому центру), V=−5,66 км/с (движется против направления галактического вращения) и W=17,2 км/с (движется в направлении галактического северного полюса).

## Свойства звезды
15 Малого Льва — субгигант, с признаками карлика, спектрального класса G0IV-V. Этот спектр указывает на то, что водород в ядре звезды уже заканчивается, но ещё не полностью «сгорел», то есть звезда ещё только сходит с главной последовательности. Звезда излучает энергию со своей внешней атмосферы при эффективной температуре около 5859 К, что придаёт ей характерный жёлтый цвет звезды спектрального класса G, а также указывает на то, что радиус звезды начиняет увеличиваться, а, соответственно, температура звезды падает.
Масса звезды составляет 1,15 {\displaystyle M_{\bigodot }}, но она, скорее всего, либо завышена на 10 %, либо возраст звезды определён неправильно. В любом случае, звезда начала свою эволюцию как карлик, спектрального класса G0V или F9V, то есть как звезда очень похожая на наше Солнце.
В связи с небольшим расстоянием до звезды её радиус может быть измерен непосредственно, и первая такая попытка была сделана в 1967 году. Данные об этом измерении приведены в таблице:
| Год  | m    | Спектр | D (mas) | Rабс ({\displaystyle R_{\bigodot }}) | Комм.  |
| 1967 | 5.10 | G2V    | —       | 1.0                                  | [ 19 ] |
| 1967 | 5.11 | G1V    | 0,82    | 1.1                                  | [ 20 ] |

В 2006 году был измерен угловой диаметр диска звезды, который лказался 0,81 ± 0,01 nas, что на таком расстоянии даёт физический размер примерно в 1,6 {\displaystyle R_{\bigodot }}. Также в 2016 году вышел второй набор данных миссии Gaia (англ.  Data Release 2, DR2), в котором был определён почти такой же радиус 15 Малого Льва: 1,63+0,05
−0,11 {\displaystyle R_{\bigodot }}, что хорошо согласуется с данными от 2006 года. Светимость звезды напрямую была также измерена во время миссии Gaia и составила 2,912 и она также характерна для субгигантов.
Звезда имеет поверхностную гравитацию, которая характерна для субгигантов (хотя, возможно, заниженная на 10-15 %), и равна 4,04 СГС или 110 м/с2, то есть почти в 3 раза меньше, чем на Солнце (274,0 м/с2), что, по-видимому, может объясняться большой поверхностью звезды, при относительно малой массе. Звезды, имеющие планеты, имеют тенденцию иметь большую металличность по сравнению с Солнцем, однако 15 Малого Льва имеет значение металличности практически равную солнечному значению (102 %), что позволяет предположить, что звезда «пришла» из тех областей Галактики, где было примерно столько же металлов, как и при рождении Солнца, и рождено в молекулярном облаке благодаря такому же по плотности звёздному населению и примерно такому же количеству сверхновых звёзд. Звезда была исследована на наличие избытка инфракрасного излучения, но ничего не было обнаружено.
Возраст звезды 15 Малого Льва определён как 9,3 млрд. лет, однако, звезды с массами 1,15 {\displaystyle M_{\bigodot }} живут на главной последовательности порядка 6,75 млрд. лет и это значит, что возраст звезды сильно завышен, а также это значит, что скоро 15 Малого Льва станет красным гигантом, а затем, сбросив внешние оболочки, станет обычным белым карликом.

## Ближайшее окружение звезды
Следующие звёздные системы находятся на расстоянии в пределах 20 световых лет от звезды 15 Малого Льва (включены только: самая близкая звезда, самые яркие (<6,5m) и примечательные звёзды). Их спектральные классы приведены на фоне цвета этих классов (эти цвета взяты из названий спектральных типов и не соответствуют наблюдаемым цветам звёзд):
| Звезда                 | Спектральный класс | Расстояние, св. лет |
| Глизе 365              | K5 V               | 4.14                |
| 10 Большой Медведицы   | F3 V+K0V           | 11.53               |
| Йота Большой Медведицы | A7 V(n)            | 14.77               |
| Тета Большой Медведицы | F6IV               | 17.02               |
| 20 Малого Льва         | G3 Va+M6.5         | 17.72               |
| 16 Большой Медведицы   | G0IV-V             | 17.82               |
| 36 Большой Медведицы B | K7e V              | 18.37               |
| 47 Большой Медведицы   | G0-1 V             | 19.14               |

Рядом со звездой, на расстоянии 20 световых лет, есть ещё порядка 20 красных, оранжевых карликов и жёлтых карликов спектрального класса G, K и M, которые в список не попали, также 3 белых карлика.